# Tuin

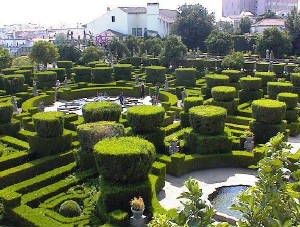
Kasteeltuin in de Portugese stad Castelo Branco

Een tuin is een begrensd, meestal omheind stuk grond waarop gewassen of andere vormen van beplanting worden geplant of verbouwd. Een tuin kan utilitair van aard zijn, zoals een groentetuin, wetenschappelijk, zoals een botanische tuin, of decoratief, zoals een siertuin. Deze vormen kunnen ook worden gecombineerd. In de siertuin kan ook bestrating een belangrijke rol spelen. De belangrijkste eigenschap die een tuin onderscheidt van een andere vorm van natuur, is dat de opzet van de tuin door mensen bedacht is en onderhouden wordt.
Iemand die beroepshalve een tuin aanlegt en onderhoudt heet een hovenier of tuinman. Een tuin- en landschapsarchitect kan de tuin in een bepaalde stijl ontwerpen, zoals een Japanse tuin, Chinese tuin, Engelse of een Franse tuin.

## Geschiedenis

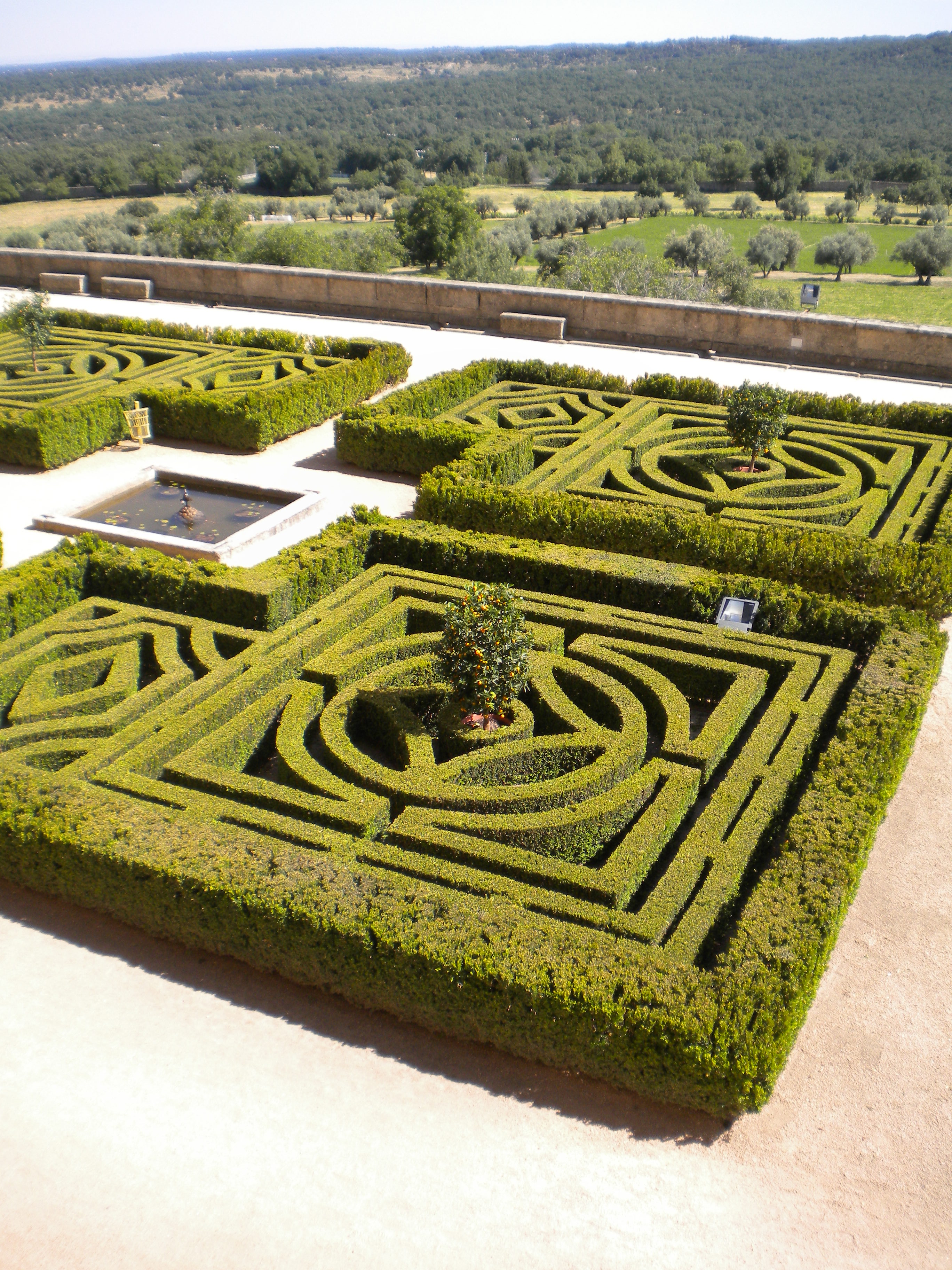
Escorial - Tuin

Met het ontstaan van de eerste vaste woonplaatsen, verschenen de eerste akkertjes. Om vernieling en vraat van dieren en gewassen te voorkomen, werd er een dichte, vaak stekelige beplanting, omheen geplaatst.
Bij de bouw van een klooster werd doorgaans een ommuurde tuin aangelegd voor medicinale kruiden.
In woonwijken is een tuin meestal een besloten stuk grond bij een woning waar men recreëert. Hij is soms ingericht als een verlengde van de huiskamer. Ook zijn er tuinhuisjes en schuurtjes voor het opbergen van gereedschap en fietsen, en plantenkassen en bakken voor het kweken van planten en gewassen.

## Etymologie
Omdat in Nederland de wilg, de hazelaar en de meidoorn van nature veel voorkomen, werden deze gebruikt als omheining. Het ging dan om de twee- of driejarige takken; ze zijn soepel en buigzaam om ermee te vlechten. Zo'n omheining heette een tuun of een tuin. Later verschoof de betekenis hiervan van de omsluiting naar het omsloten terrein zelf. Het verwante Duitse woord Zaun betekent nog altijd "omheining", net zoals het Zweedse woord tun. Het Engelse woord town is oorspronkelijk een ommuurd woongebied.
Een ouder Nederlands woord voor tuin is gaard, dat onder meer samenhangt met het Latijnse hortus. In veel andere Indo-Europese talen is dit nog altijd het gebruikelijke woord voor tuin (Engels: garden, Frans: jardin, Duits: Garten enz.).

## Impact op het milieu
Afhankelijk van de manier van tuinieren kan de tuin een positieve of negatieve bijdrage leveren aan de lokale biodiversiteit, het ecosysteem en het milieu. Een voorbeeld waarop schade aan het milieu kan ontstaan door te tuinieren, is het gebruik van gif voor de bestrijding van plagen. Als milieuvriendelijker alternatief kan er gekozen worden voor natuurlijke plaagbestrijding. Ook worden op veel gangbaar geteelde sierplanten bestrijdingsmiddelen gebruikt. Om te voorkomen dat deze in de tuin en het milieu terechtkomen, kan worden gekozen voor biologisch geteelde planten. Het gebruik van turf in potgrond en tuinaarde zorgt voor de afgraving van veengebieden, die CO2 vastleggen en de biodiversiteit verhogen. Om dit te voorkomen zijn er turfvrije alternatieven beschikbaar, of kan compost worden toegepast. Het gebruik van drinkwater voor irrigatie kan verminderd worden door het opvangen van hemelwater (met behulp van een regenton of wadi), wat ook de mogelijke wateroverlast in de tuin verminderd bij hevige regenval. Wateroverlast kan ook worden verminderd door het terugbrengen van de hoeveelheid verharding en bestrating, wat ook hitte overlast in de zomer voorkomt. Andere voorbeelden van hoe een tuin positief kan bijdragen aan de leefomgeving zijn het gebruik van inheemse plantsoorten die zonder bestrijdingsmiddelen zijn geteeld en het zorgen voor voldoende leefruimte voor vogels, egels en andere dieren, door de aanplant van struiken en het laten liggen van afgevallen takken en bladeren.

### Algemeen
- Royal Horticultural Society
- Volkstuin
- Siertuin
- Theetuin
- Overtuin
- Tuinieren
- Tuin- en landschapsarchitect
- Plantsoen

### Plantentuinen
- Groentetuin (ook wel moestuin of hof genoemd)
- Kruidentuin
- Hortus botanicus
- Heemtuin

### Gebouwen
- Kasteeltuin
- Kloostertuin
- Oranjerie
- Hortus conclusus

### Stijlvormen
- Japanse tuin
- Engelse tuin
- Franse tuin of baroktuin
- Chinese tuin

### Bekend
- Tuinen in Parijs
- Rotstuin van Nek Chand, in Chandigarh, India.
- Appeltern Adventure Gardens
- Tuinen van Ton ter Linden